# الملحة (لحج)
الملحة هي إحدى قرى الجمهورية اليمنية. تتبع جغرافيا لمحافظة لحج وإداريًا لمديرية ردفان. يبلغ تعداد سكانها 1224 نسمة حسب الإحصاء الذي أجري عام 2004.